# Fronde (botanique)
Pour les articles homonymes, voir Fronde.

Morphologie générale d'une fronde de Polypode commun.

La fronde est un organe végétal qui joue le rôle de feuille chez certaines plantes telles que palmiers et fougères ou grandes algues (laminaires par exemple).
Elles sont généralement de grande taille (sauf chez certaines espèces, notamment dans le genre Asplenium) et divisées en segments appelés pennes (partie unipennée), pinnules (partie bipennée) ou pinnulettes (pinnules secondaires dans une partie tripennée).

## Description chez l'algue
Les macroalgues ont des divisions du thalle, appelées frondes, qui prennent la forme de filaments, de cordons ou de lanières. Chez certaines laminaires, le long stipe est suivi d'une fronde constituée d'une lame unique qui peut être traversée par une côte médiane. Chez d'autres, elle est découpée en ramifications très grossières, lames plus ou moins larges qui ressemblent à des feuilles.

## Description chez la fougère

Les différentes divisions d'une fronde

La fronde et la plante dans son ensemble constituent la génération sporophytique (à 2n chromosomes). Cette génération produit les spores (à n chromosomes) qui donneront naissance à la génération gamétophytique, que l'on appelle prothalle. Ce dernier va produire les gamètes qui, après fécondation, vont donner naissance au sporophyte.
La disposition des frondes les unes par rapport aux autres peut être de deux types :
- le port en rosette : les feuilles partent toutes d'un même point. On parle également de port cespiteux (Blechnum spicant) ;
- le port « espacé » : les feuilles sont espacées les unes des autres, elles prennent naissance le long d'un rhizome horizontal (Polypodium vulgare).

### Degré de division du limbe d'une fronde

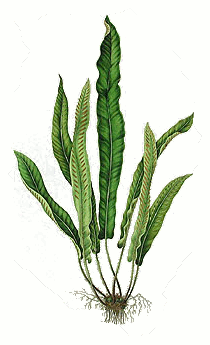
Asplenium scolopendrium, limbe entier
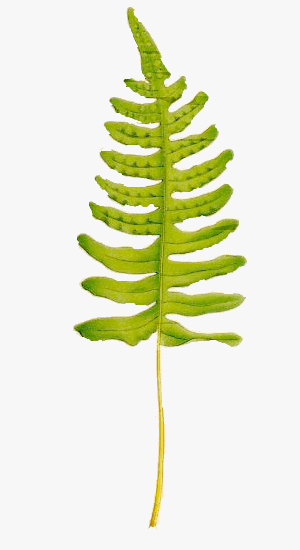
Polypodium vulgare, limbe segmenté
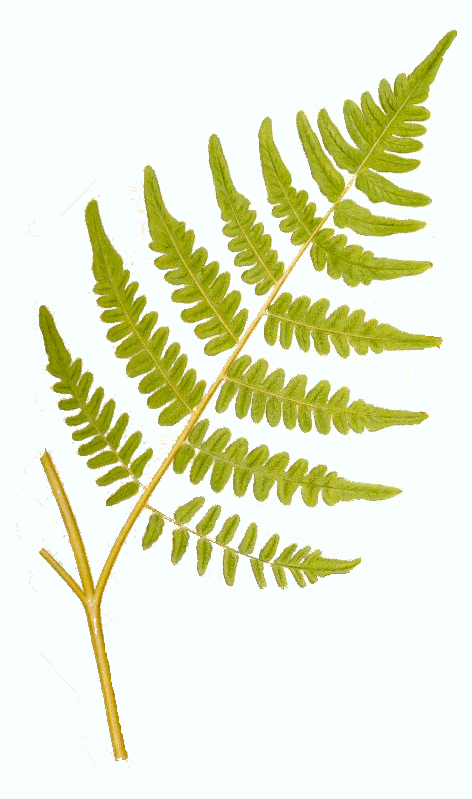
Pteridium aquilinum, limbe une fois divisé
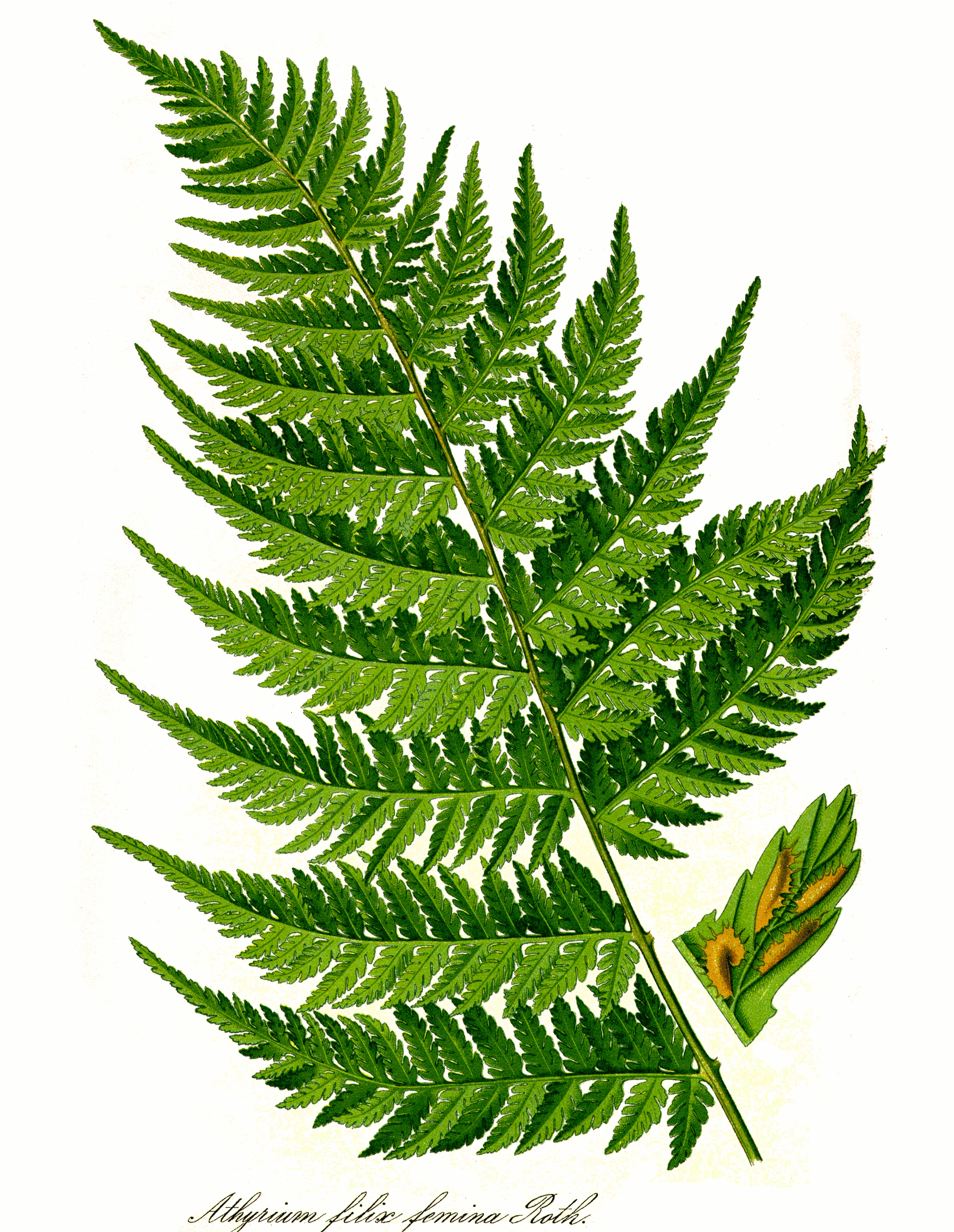
Athyrium filix-femina, limbe deux fois divisé

### Forme du contour du limbe

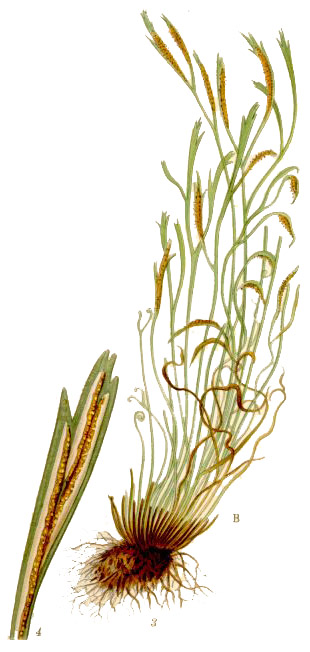
Doradille du nord (Asplenium septentrionale), limbe linéaire
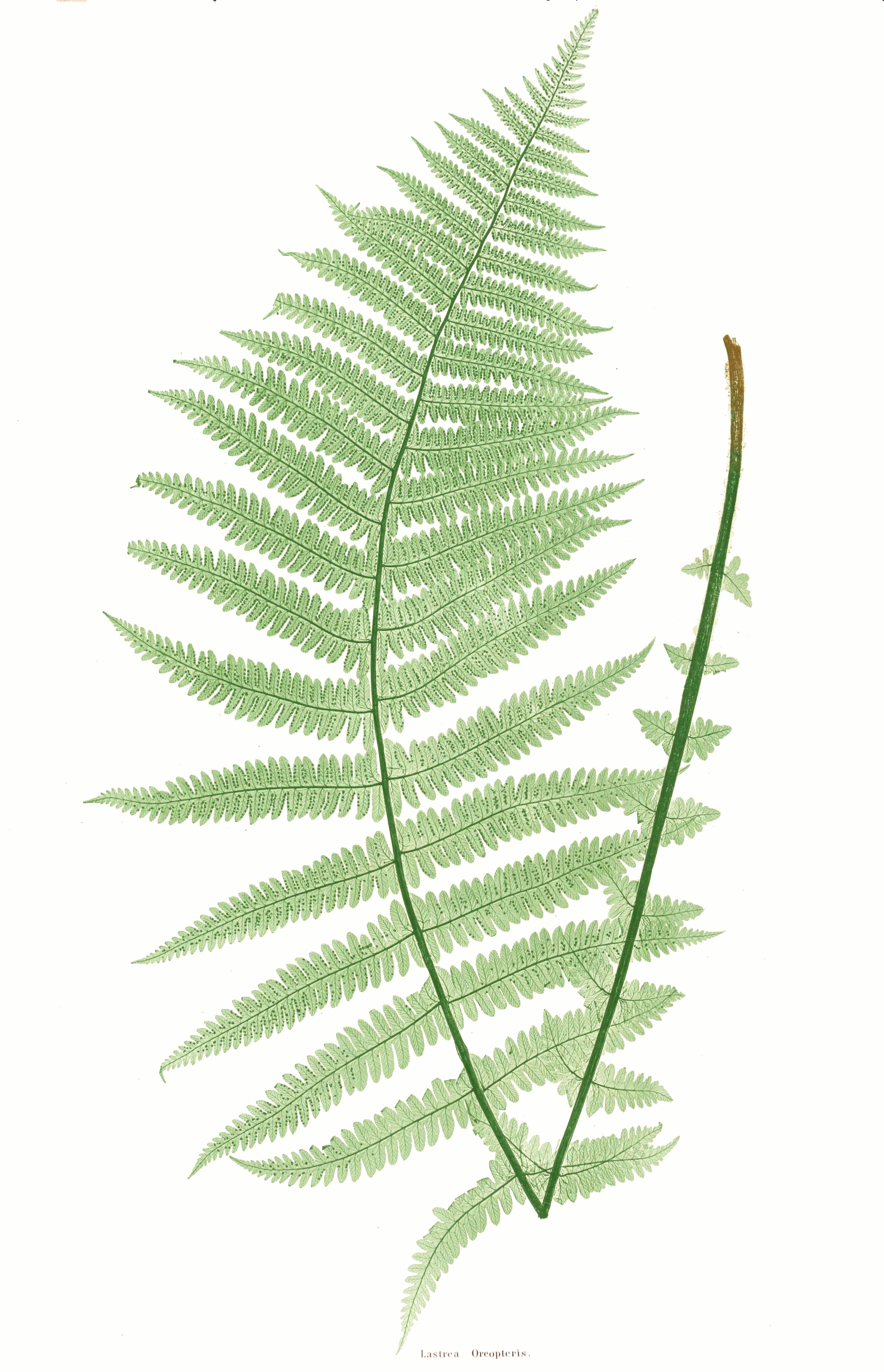
Oreopteris limbosperma, limbe lancéolé
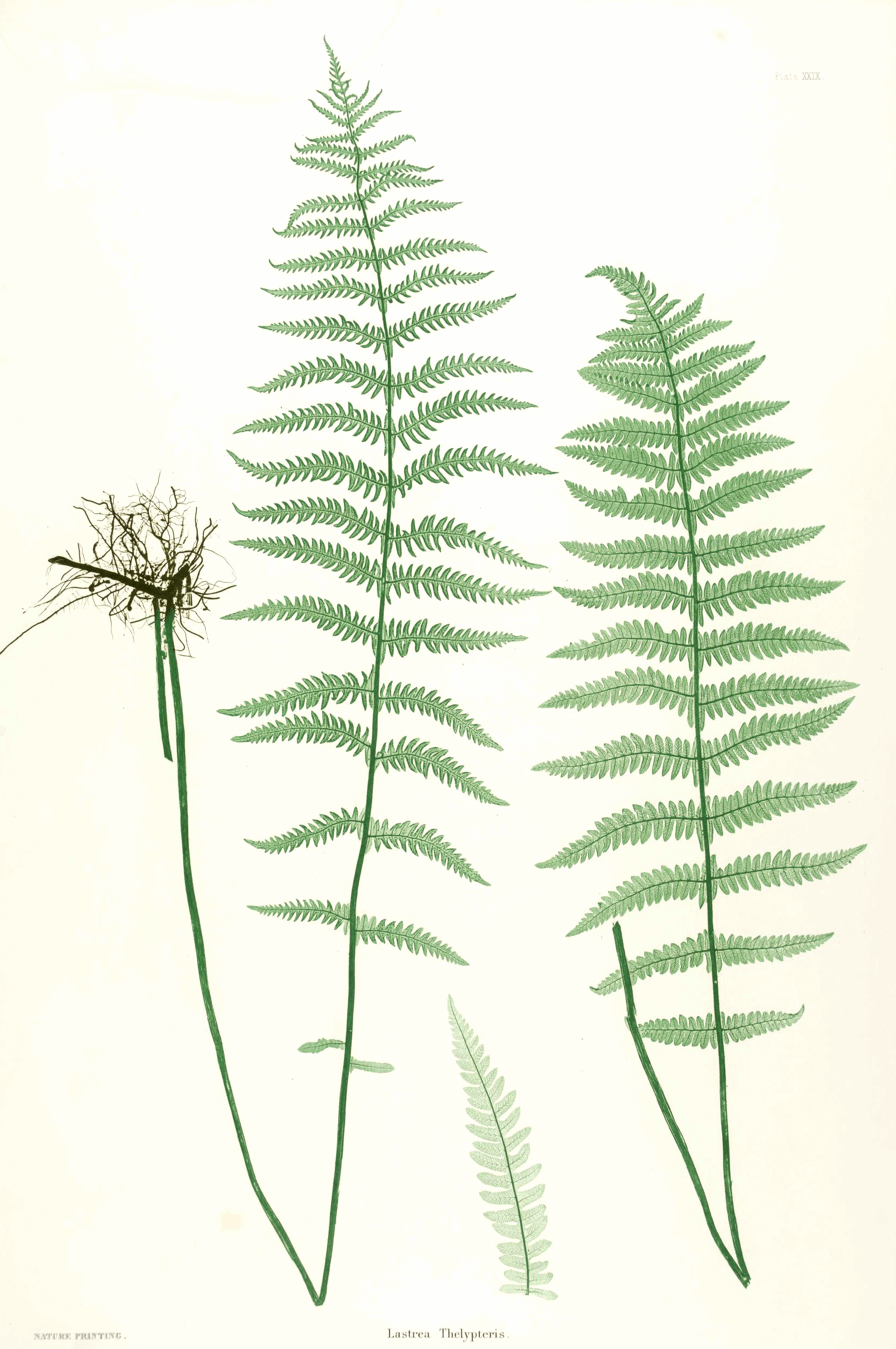
Thelypteris palustris, limbe ovale-lancéolé
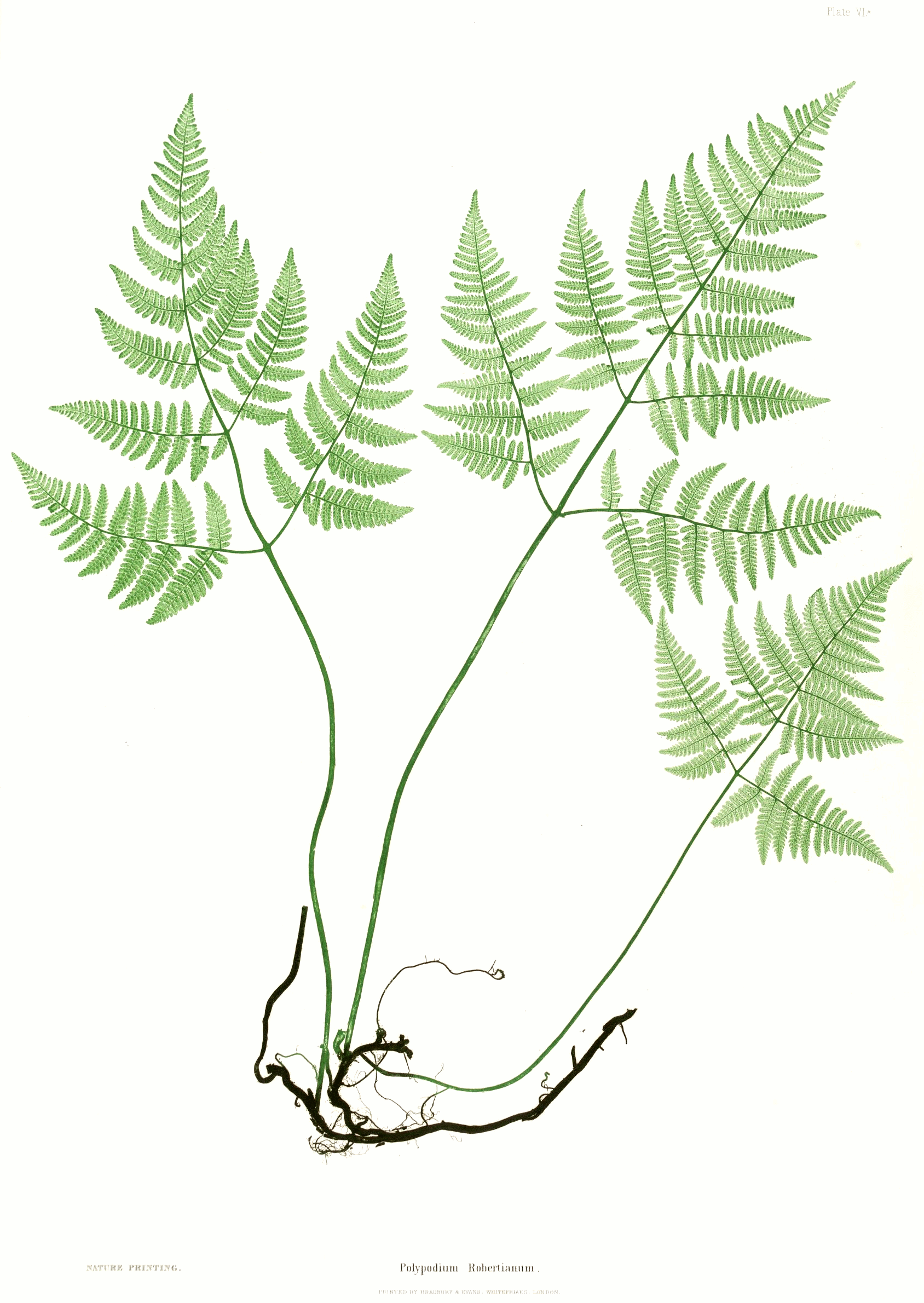
Gymnocarpium robertianum, limbe triangulaire

## Développement

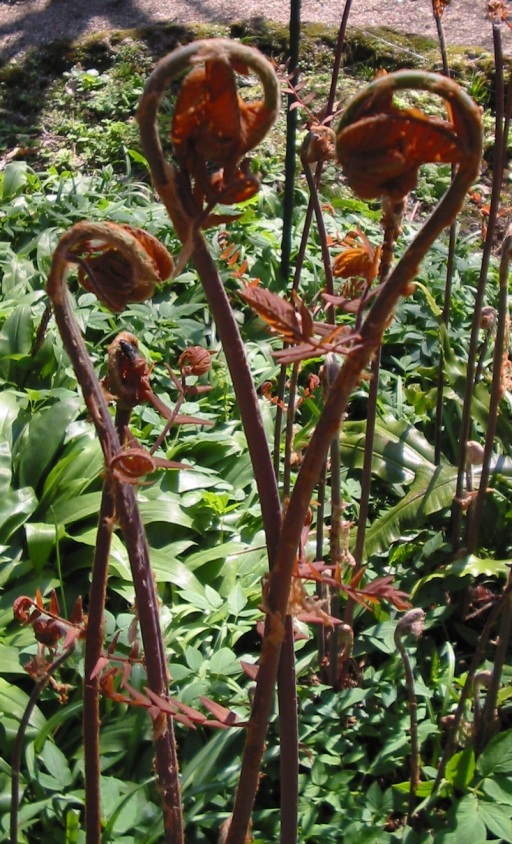
Crosses de l'Osmonde royale (Osmunda regalis)

Les frondes prennent naissance sur un rhizome généralement horizontal.

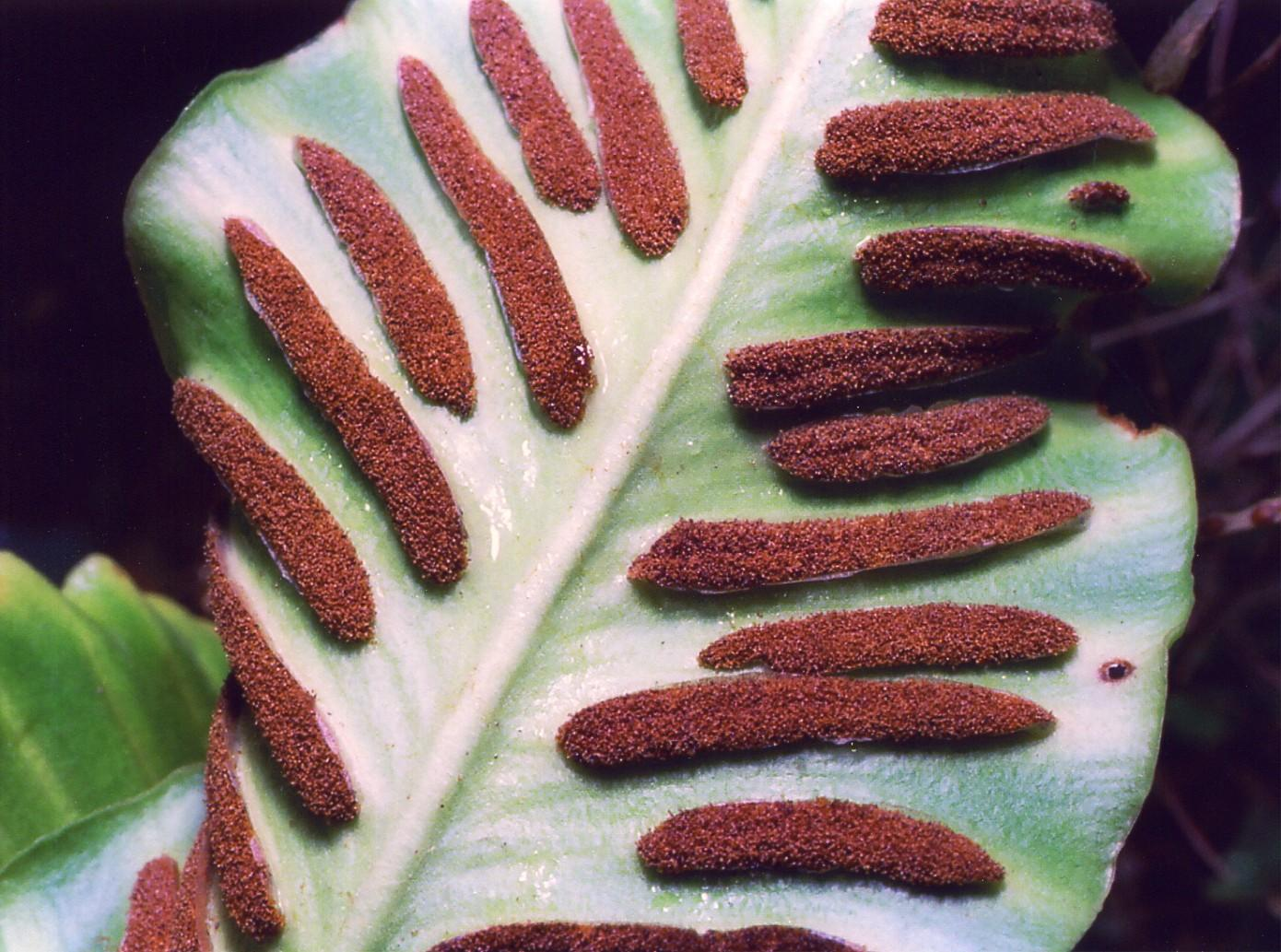
Spores de la Scolopendre (Phyllitis scolopendrium)

À l'état jeune, les feuilles des fougères sont enroulées : elles sont alors nommées crosses en raison de leur ressemblance avec une crosse d'évêque. Le développement de la fronde s'effectue par une croissance différentielle des cellules de la face inférieure (à l'extérieur) et supérieure (à l'intérieur) : les cellules externes ont une croissance plus rapide que les autres, ce qui provoque le déroulement de la feuille.

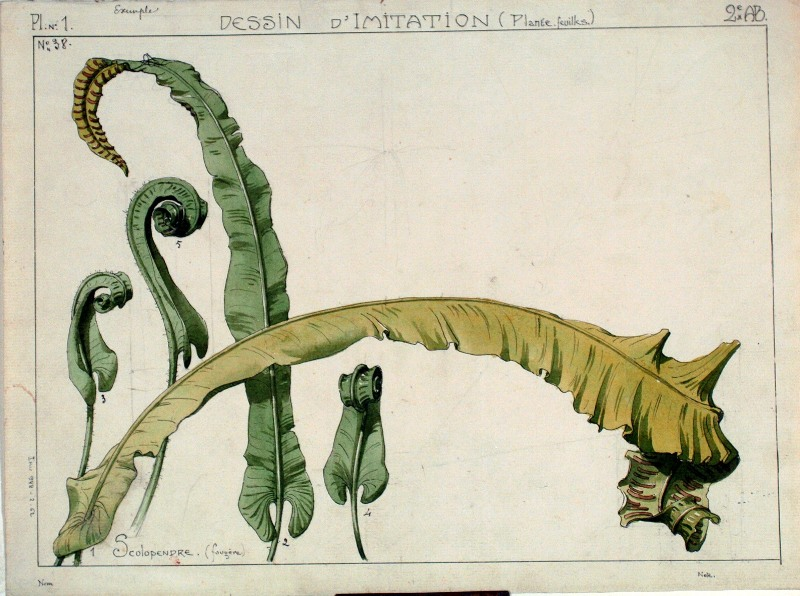
Fougère scolopendre, début du XXe siècle, Henri Bergé, musée de l'Ecole de Nancy.

Ce phénomène est appelé « préfoliaison circinée ».
Lorsque les frondes ont atteint leur maturité, la plupart des fougères produisent des sporanges regroupés en sores sur la face inférieure. Chez l'osmonde royale, ce sont les folioles entières, au sommet de certaines feuilles, qui se transforment en panicules de sporanges.
Chez certaines espèces de fougères, les spores sont portés par des frondes spécialisées, appelées frondes fertiles en opposition aux frondes stériles (Blechnum spicant). Ces différentes feuilles ont des aspects morphologiques différents : c'est le dimorphisme foliaire.